# Publio Fiori
Publio Fiori (ur. 25 marca 1938 w Rzymie, zm. 16 lipca 2024 tamże) – włoski polityk, prawnik i samorządowiec, długoletni parlamentarzysta, w latach 1994–1995 minister transportu.

## Życiorys
Z wykształcenia prawnik, studia ukończył w 1963. W połowie lat 60. pracował na Uniwersytecie La Sapienza w Rzymie. W 1964 został zatrudniony w Avvocatura dello Stato, urzędzie rzecznika generalnego zajmującego się ochroną praw i interesów państwa. W połowie lat 90. powrócił do prywatnej praktyki adwokackiej.
Długoletni działacz Chrześcijańskiej Demokracji (DC). Był prezesem instytucji społecznej ONMI. W 1971 Został radnym miejskim w Rzymie, a w 1974 asesorem do spraw robót publicznych w administracji miejskiej. Od 1975 był radnym regionu Lacjum i przewodniczącym frakcji radnych DC. W 1977 został postrzelony w nogi i klatkę piersiową w trakcie zamachu zorganizowanego przez terrorystów ze skrajnie lewicowych Czerwonych Brygad.
W 1979 po raz pierwszy wybrany do Izby Deputowanych. Sześciokrotnie z powodzeniem ubiegał się o reelekcję, zasiadając w niższej izbie włoskiego parlamentu do 2006. Był podsekretarzem stanu w resorcie poczty i telekomunikacji (1992–1993) oraz w resorcie zdrowia (1993–1994). Po rozpadzie chadecji dołączył w 1994 do Sojuszu Narodowego. Od maja 1994 do stycznia 1995 pełnił funkcję ministra transportu w rządzie Silvia Berlusconiego. W 2001 został wiceprzewodniczącym Izby Deputowanych XIV kadencji.
Od 2005 do 2006 należał do Chrześcijańskiej Demokracji dla Autonomii, później założył niewielkie chadeckie ugrupowanie pod nazwą Rifondazione DC. Po odejściu z parlamentu kontynuował praktykę adwokacką, a także został wykładowcą na prywatnym uniwersytecie LUMSA.